# 크리스털 (마블 코믹스)
크리스털(영어: Crystal)는 마블 코믹스의 슈퍼히어로 캐릭터이다. 인휴먼스 종족의 일원이자 아틸란 왕가의 공주로서, 인휴먼 이름은 크리스탈리아 아마켈린(Crystalia Amaquelin)이다. 물, 불, 흙, 공기의 사원소를 조종하는 능력을 갖고 있다. 1965년 12월 《판타스틱 포》 45호에 처음 등장했고, 스탠 리와 잭 커비가 공동 창작하였다.

## 담당 배우

### TV 드라마
- 인휴먼스(2017) - 이저벨 코니시

## 담당 성우

### TV 애니메이션
- 판타스틱 포(1994) - 캐시 아일랜드
- 헐크와 스매쉬 요원들(2013) - 메리 파버
- 가디언즈 오브 갤럭시(2015) - 버네사 마셜

### 비디오 게임
- 마블 얼티밋 얼라이언스(2006) - 킴 마이 게스트
- 레고 마블 어벤저스(2015) - 그웬돌린 요